# Jan van Dijk (voetballer)
Johannes Hermannus (Jan) van Dijk (Schalkhaar, 10 december 1956) is een Nederlands voormalig voetballer en huidig voetbaltrainer. Als voetballer debuteerde hij op 28 september 1975 voor FC Groningen, in het met 1-0 gewonnen thuisduel tegen FC Vlaardingen.
Van Dijk wordt ook wel Mister FC Groningen genoemd, net zoals Piet Fransen zo genoemd werd. Hij kreeg deze bijnaam omdat hij het overgrote deel van zijn profcarrière voor FC Groningen speelde. Van Dijk gaf zelf aan van Groningen te houden, gek te zijn op de club en de stad maar hij voelt zich vanuit zijn bloed geen Groninger, dit komt doordat hij 17 jaar gewoond heeft in de buurt van Deventer en daar opgroeide.

## Levensloop
Van Dijk maakte in zijn voetbalcarrière slechts een half seizoen een 'uitstapje' als huurling naar Go Ahead Eagles, waar hij ook reeds in de jeugd speelde voor hij in 1975 bij Groningen kwam. Na zijn actieve carrière werd hij assistent-trainer en vervolgens hoofdtrainer (1998-2001) bij FC Groningen. Als trainer had hij succes door FC Groningen na twee jaar Eerste divisie terug naar de Eredivisie te brengen.
Na zijn trainersperiode bij FC Groningen werd hij trainer bij Roda JC, Helmond Sport, RBC Roosendaal en FC Emmen. Bij Roda JC werd hij na slechts vijf competitiewedstrijden, waarin één punt werd behaald, ontslagen. Ook eredivisionist RBC Roosendaal stuurde hem wegens de matige resultaten in het eerste seizoen de laan uit. Bij FC Emmen ging het wederom niet goed; hier werd hij in zijn tweede seizoen ontslagen. Hij was assistent-trainer van Foeke Booy bij Al Nassr in Saoedi-Arabië. Ook was hij trainer van VVV-Venlo, tot hij op 20 december 2010 ontslagen werd wegens teleurstellende resultaten. De club bezette op dat moment de voorlaatste plaats in de eredivisie, met tien punten uit achttien duels. 
In het seizoen 2012-2013 ging hij aan de slag bij Voetbalvereniging Gemert, spelend in de Topklasse (amateurs) op zondag. In 2014 startte hij als trainer bij Helmond Sport. Na twee seizoenen kwam een einde aan de samenwerking; Helmond Sport verlengde zijn contract niet. Aanvankelijk zou hij het seizoen afmaken bij de club, maar op 20 februari stapte hij op, een dag na een 1-4 nederlaag tegen VVV-Venlo. 
Jan van Dijk had jarenlang een sportzaak in het centrum van Assen.
Twee van zijn zonen, Dominique van Dijk en Gregoor van Dijk waren eveneens actief in het profvoetbal. 

## Carrièreoverzicht

### Speler
Op 3 mei 1992 speelde Van Dijk zijn laatste wedstrijd als betaald voetballer, uitkomend voor FC Groningen, in een uitwedstrijd tegen RKC Waalwijk. In totaal speelde hij 537 wedstrijden voor de FC, waarvan 476 in de competitie, 42 bekerwedstrijden en 19 in de strijd om de Europa Cup. In al deze wedstrijden scoorde hij in totaal 48 keer.
| Seizoen | Club              | Wedstrijden | Doelpunten | Competitie     |
| ------- | ----------------- | ----------- | ---------- | -------------- |
| 1975/76 | FC Groningen      | 22          | 1          | Eerste Divisie |
| 1976/77 | FC Groningen      | 24          | 6          | Eerste Divisie |
| 1977/78 | FC Groningen      | 36          | 3          | Eerste Divisie |
| 1978/79 | → Go Ahead Eagles | 9           | 1          | Eredivisie     |
| 1978/79 | FC Groningen      | 12          | 1          | Eerste Divisie |
| 1979/80 | FC Groningen      | 36          | 9          | Eerste Divisie |
| 1980/81 | FC Groningen      | 32          | 3          | Eredivisie     |
| 1981/82 | FC Groningen      | 30          | 8          | Eredivisie     |
| 1982/83 | FC Groningen      | 28          | 0          | Eredivisie     |
| 1983/84 | FC Groningen      | 27          | 2          | Eredivisie     |
| 1984/85 | FC Groningen      | 33          | 2          | Eredivisie     |
| 1985/86 | FC Groningen      | 30          | 3          | Eredivisie     |
| 1986/87 | FC Groningen      | 29          | 2          | Eredivisie     |
| 1987/88 | FC Groningen      | 22          | 0          | Eredivisie     |
| 1988/89 | FC Groningen      | 27          | 0          | Eredivisie     |
| 1989/90 | FC Groningen      | 31          | 2          | Eredivisie     |
| 1990/91 | FC Groningen      | 28          | 1          | Eredivisie     |
| 1991/92 | FC Groningen      | 18          | 0          | Eredivisie     |
| TOTAAL  | TOTAAL            | 474         | 44         |                |

## Erelijst als trainer

### VVV-Venlo
| Nationaal               |    |         |
| Kampioen Eerste Divisie | 1x | 2008/09 |